# Silvana Fucito
Silvana Fucito (Napoli, 1950) è un'attivista e imprenditrice italiana, impegnata nella lotta alla Camorra.

## Biografia
Commerciante di vernici, per essersi opposta al racket camorrista, il suo negozio a San Giovanni a Teduccio venne dato alle fiamme il 19 settembre del 2002. Trova la forza di denunciare i suoi oppressori e diventa un simbolo nella lotta contro il pizzo a Napoli ed in tutta Italia. Da allora è sotto scorta e costantemente impegnata nella lotta al pizzo dettata dai clan della camorra. Nell'occasione, la Squadra Mobile di Napoli operò l'arresto di una decina di appartenenti alla organizzazione camorristica locale. È presidente dell'Associazione "San Giovanni a Teduccio per la legalità".  Il 30 aprile 2014 si è dimessa dall'incarico per le vicende giudiziarie che hanno coinvolto lei e il marito Gennaro Petrucci arrestato dalla Guardia di Finanza con l'accusa di associazione a delinquere, emissione di fatture per operazioni inesistenti e simulazione di reato. A prendere il suo posto, Rosario D'Angelo, eletto nel pomeriggio all'unanimità dai presidenti delle 15 associazioni.

## Riconoscimenti
Nel 2005 l'edizione europea del settimanale Time la inserisce nella lista dei 37 eroi europei, unica italiana insieme a Beppe Grillo.
La sua storia è stata raccontata nella miniserie Il coraggio di Angela in onda su Rai 1 il 17 e 18 marzo 2008 e interpretata da Lunetta Savino.